# Martindale (Teksas)
Martindale je grad u američkoj saveznoj državi Teksas. Prema popisu stanovništva iz 2010. u njemu je živjelo 1.116 stanovnika.